# Jason Rogers (Leichtathlet)
Jason Aliston Rogers (* 31. August 1991 in Sandy Point Town) ist ein Sprinter von St. Kitts und Nevis.

## Sportliche Laufbahn
Erste Erfahrungen bei internationalen Meisterschaften sammelte Jason Rogers bei den CARIFTA-Games 2007 in Les Abymes, bei denen er in der U17-Altersklasse über 100 und 200 Meter im Vorlauf ausschied und mit der nationalen 4-mal-100-Meter-Staffel den sechsten Rang belegte. Bei den Zentralamerika- und Karibikjuniorenmeisterschaften in Port of Spain schied er über 100 Meter in der Vorrunde aus und belegte mit der Staffel den fünften Platz. 2008 erreichte er bei den CARIFTA-Games in Basseterre jeweils das Halbfinale über 100 und 200 Meter in der U20-Wertung und belegte mit der Staffel den siebten Platz. Bei den Zentralamerika- und Karibikspielen in Cali schied er im Vorlauf über 100 Meter aus und gewann mit der Staffel die Bronzemedaille. Zum Ende der Saison gewann er bei den Commonwealth Youth Games in Pune die Bronzemedaille im 100-Meter-Lauf und belegte über 200 Meter den vierten Platz. 2009 schied er bei den CARIFTA-Games in Vieux Fort im Halbfinale über 200 Meter aus, belegte den vierten Platz mit der 4-mal-100-Meter-Staffel sowie Platz fünf mit der 4-mal-400-Meter-Staffel. Anschließend erfolgte die erneute Teilnahme an den Zentralamerika- und Karibikmeisterschaften in Havanna, bei denen er über 100 und 200 Meter im Vorlauf ausschied. Bei den Panamerikanischen-Juniorenmeisterschaften in Port of Spain belegte er Platz sechs über 100 Meter und schied über 200 Meter im Vorlauf aus. Zudem erreichte er mit der 4-mal-400-Meter-Staffel im Finale den siebten Platz. 
2010 gewann Rogers die Silbermedaille bei den CARIFTA-Games in George Town über 100 Meter, wie auch bei den Zentralamerika- und Karibikjuniorenmeisterschaften in Santo Domingo. Bei den Juniorenweltmeisterschaften in Moncton wurde er mit 10,49 s Sechster. Bei den Zentralamerika- und Karibikspielen in Mayagüez belegte er mit der 4-mal-100-Meter-Staffel den siebten Platz. Bei den Commonwealth Games in Delhi belegte er im Finale über 100 Meter den achten Platz. 2011 gewann er bei den Zentralamerika- und Karibikmeisterschaften in Mayagüez die Bronzemedaille mit der Staffel, wie auch bei den Weltmeisterschaften in Daegu. Am Ende der Saison fanden die Panamerikanischen Spielen in Guadalajara statt, bei denen er über 100 Meter im Halbfinale ausschied und mit der Staffel die Silbermedaille hinter dem Team aus Brasilien gewann. Im nächsten Jahr gewann er bei den U23-NACAC-Meisterschaften in Irapuato die Goldmedaille über 100 Meter und qualifizierte sich für die  Olympischen Spiele in London über 100 Meter und mit der 4 × 100-m-Staffel, schied aber in beiden Bewerben in der ersten Runde aus.
2013 belegte er bei den Zentralamerika- und Karibikmeisterschaften in Morelia Platz fünf über 100 Meter sowie Platz sechs mit der 4-mal-100-Meter-Staffel. Er qualifizierte sich erneut für die Weltmeisterschaften in Moskau, bei denen er mit 10,15 s im Halbfinale über 100 Meter ausschied und mit der Staffel im Vorlauf scheiterte. 2014 nahm er an den Hallenweltmeisterschaften in Sopot teil und erreichte dort das Halbfinale über 60 Meter. Bei den World Relays auf den Bahamas belegte die Mannschaft St. Kitts und Nevis im B-Finale den vierten Platz. Im Sommer nahm er an den Commonwealth Games im schottischen Glasgow teil und schied dort über 100 Meter mit 10,30 s im Halbfinale aus und beendete den Vorlauf mit der Staffel nicht. Beim Panamerikanischen Sportfestival in Mexiko-Stadt gewann er den 100-Meter-Lauf und wurde über 200 Meter Achter. Bei den Zentralamerika- und Karibikspielen in Xalapa belegte er mit der Staffel den vierten Platz.
2015 belegte er bei den NACAC-Meisterschaften in San José jeweils den sechsten Platz über 100 Meter und mit der Staffel. 2016 qualifizierte er sich mit der Staffel erneut für die Olympischen Spiele in Rio de Janeiro, bei denen sie mit 39,81 s im Vorlauf ausschieden. 
2017 wurde Rogers nationaler Meister im 100-Meter-Lauf. Im April 2018 belegte er in 10,24 s den sechsten Platz über 100 Meter bei den Commonwealth Games im australischen Gold Coast. Anschließend gewann er bei den Zentralamerika- und Karibikspielen in Barranquilla in 10,15 s die Silbermedaille über 100 m hinter dem Jamaikaner Nesta Carter. Daraufhin wurde er bei den NACAC-Meisterschaften in Toronto im Finale disqualifiziert. Im Jahr darauf erreichte er bei den Panamerikanischen Spielen in Lima in 10,40 s Rang sieben.
2021 nahm er über 100 m an den Olympischen Sommerspielen in Tokio teil und schied dort mit 10,12 s im Halbfinale aus. Während der Eröffnungsfeier war er, gemeinsam mit seiner Leichtathletik-Kollegin Amya Clarke, der Fahnenträger seiner Nation.
2017 wurde Rogers nationaler Meister im 100-Meter-Lauf.

## Persönliche Bestleistungen
- 100 Meter: 10,01 s (+2,0 m/s), 16. Juni 2013 in Basseterre
  - 60 Meter (Halle): 6,52 s, 15. Februar 2014 in Toronto
- 200 Meter: 20,84 s (+0,6 m/s), 16. August 2014 in Mexiko-Stadt